# Destinație finală 2
Destinație finală 2 (engleză: Final Destination 2) este un film de groază din 2003, regizat de David R. Ellis după un scenariu de Eric Bress și J. Mackye Gruber.
Este al doilea film din seria de filme Destinație finală. Din distribuția filmului anterior se reîntorc actorii A. J. Cook (închisã într-un ospiciu din proprie inițiativă) și Tony Todd.

## Rezumat
Kimberly Corman (A. J. Cook) are o premoniție prin care reușește să salveze mai multe persoane de un accident în lanț provocat de un autocamion. Împreună formează un grup care încearcă să ocolească moartea.

## Actori
| Actor                  | Personaj              |        |
| ---------------------- | --------------------- | ------ |
| Ali Larter             | Clear Rivers          |        |
| A.J. Cook              | Kimberly Corman       |        |
| Michael Landes         | Officier Thomas Burke |        |
| Tony Todd              | William Bludworth     | Legist |
| Terrence 'T.C.' Carson | Eugene Dix            |        |
| Jonathan Cherry        | Rory Peters           |        |
| Keegan Connor Tracy    | Katherine Jennings    |        |
| Lynda Boyd             | Nora Carpenter        |        |
| James Kirk             | Tim Carpenter         |        |
| David Paetkau          | Evan Lewis            |        |
| Justina Machado        | Isabella Hudson       |        |
| Sarah Carter           | Shaina                |        |
| Alex Rae               | Dano                  |        |
| Shaun Sipos            | Frankie               |        |
| Andrew Airlie          | Mr. Corman            |        |